# Прохоров, Василий Петрович
Василий Петрович Прохоров (1912—1994) — советский государственный и политический деятель, председатель Московского областного исполнительного комитета.

## Биография
Родился в 1912 году в деревне Астафьево Московской губернии. Член ВКП(б) с 1940 года.
С 1931 года — на общественной и политической работе. В 1931—1985 гг. — начальник цеха, производственного, планового отдела текстильной фабрики, на партийной работе, 1-й секретарь Подольского районного комитета ВКП(б) — КПСС, 1-й секретарь Подольского городского комитета КПСС, председатель Исполнительного комитета Московского промышленного областного Совета, первый заместитель председателя исполкома Московского областного Совета депутатов трудящихся.
Избирался депутатом Верховного Совета РСФСР 6-го, 7-го, 8-го, 9-го, 10-го созывов.
Умер в 1994 году.